# Joana Choumali
Joana Choumali (sinh năm 1974) là một nhiếp ảnh gia tự do có trụ sở tại Abidjan, Bờ Biển Ngà. Bà sử dụng nhiếp ảnh để khám phá các vấn đề về bản sắc và sự đa dạng của các nền văn hóa châu Phi.
Sê-ri năm 2014 của bà, Hââbré, Thế hệ cuối cùng, ghi lại thế hệ cuối cùng của những người châu Phi bị sẹo.

## Cuộc sống và bàng việc
Choumali sinh ra và lớn lên ở Abidjan. Sau khi theo học các trường quốc tế địa phương, bà học ngành Nghệ thuật đồ họa ở Casablanca và làm giám đốc nghệ thuật trong một bàng ty quảng cáo trước khi bắt đầu sự nghiệp nhiếp ảnh. Phong cách của bà bao gồm chân dung khái niệm, phương tiện truyền thông hỗn hợp và phim tài liệu. Phần lớn bàng việc của bà tập trung vào châu Phi, những giả định của bà về sự đa dạng của các nền văn hóa xung quanh bà, và những quan niệm mở rộng của bà về thế giới.
Khi còn nhỏ, Choumali sẽ đi đến Adaou, một thị trấn nhỏ ở phía đông nam, để thăm bà của bà, một nông dân và thương nhân. Bà thường cảm thấy mất kết nối về văn hóa vì họ không nói cùng một ngôn ngữ hoặc chia sẻ kinh nghiệm sống. Sau khi bà của bà qua đời vào năm 2001, Choumali than thở về việc mất một phần lịch sử gia đình và nghi ngờ thân phận của bà là một người châu Phi. Trải nghiệm này đã truyền cảm hứng cho loạt ảnh chân dung năm 2014 của bà, "Resilents", ghi lại những phụ nữ châu Phi trẻ trung, chuyên nghiệp, những người cũng đấu tranh với việc kết nối với quá khứ truyền thống của gia đình họ. Yêu cầu duy nhất là phụ nữ phải mặc quần áo truyền thống đã được bà của họ hoặc một người phụ nữ lớn tuổi mặc, nhấn mạnh mối liên hệ giữa quá khứ và hiện tại.
Choumali sử dụng để được cuốn hút khi nhìn thấy người có nguồn gốc xã hội khác nhau tự hào hiển thị trên khuôn mặt của họ rạch vỏ cây trên Bờ Biển Ngà, nhưng thực tế đang hấp hối ra. Tác phẩm năm 2014 của Choumali, Hââbré, Thế hệ cuối cùng, ghi lại thế hệ cuối cùng của những người châu Phi bị sẹo. Cạn Hââbréviên có nghĩa là văn bản của người Bỉ một từ này biểu thị cả ba khái niệm trong Kõ, một ngôn ngữ từ Burkina Faso. Hầu hết những người được chụp ảnh di cư từ Burkina Faso từ lâu, nhưng sự khan hiếm nhắc nhở họ về quê hương và quá khứ của họ. Dự án tập hợp những lời chứng thực của họ và xem xét sự hòa nhập của họ vào xã hội Ivoirian.

## Ấn phẩm
- Hââbré, Thế hệ cuối cùng. Tường thứ tư, 2016. ISBN 978-0-9922404-9-3
- Câu chuyện sô bà la đắng. Hà Lan: Nghịch lý, 2017. Tác giả Choumali và Marijn Heemskerk.

## Triển lãm
- Hââbré, Thế hệ cuối cùng, Skin Deep, Troppenmuseum của các nền văn hóa thế giới, Amsterdam, 2014 [cần dẫn nguồn]
- Hââbré, Thế hệ cuối cùng, Photoquai Biennale, "Chúng tôi là gia đình" Bảo tàng Quai Branly và Tháp Eiffel, Paris, 2015 [6]
- Résilientes, Lễ hội Photolux, Sacro e profano, Lucca, Ý, 2015 [7]
- Hââbré, Thế hệ cuối cùng, triển lãm cá nhân, 50 Phòng trưng bày Golborne, London, 2016 [8]
- Lễ hội Rencontres de Bamako, Bamako, Mali, 2017 [9]

## Giải thưởng
- 2014: Giải thưởng Tài năng mới nổi của LensCARM, cho Hââbré, Thế hệ cuối cùng [10]
- 2014: Giải thưởng POPCAP '14 Châu Phi, dành cho Hââbré, Thế hệ cuối cùng [11][12]
- 2016: Quỹ khẩn cấp Magnum Foundation, cho sê-ri "Sissi Barra" [13]
- 2016: Giải thưởng sách Fourthwall, cho Hââbré, Thế hệ cuối cùng [14]